# Proves de la relativitat general
Les proves de la relativitat general serveixen per a establir l'evidència observacional necessària de la teoria de la relativitat. En el moment de la seva publicació, l'any 1915, la teoria de la relativitat no comptava amb cap base empírica. La teoria era però des del punt de vista teòric molt satisfactòria perquè complia amb el principi d'equivalència i perquè en els casos límit de camps gravitatoris febles i velocitats petites comparades amb les de la llum es recuperaven la llei de gravitació universal de Newton i la teoria especial de la relativitat. Einstein però ja proposava el 1915 tres possibles proves experimentals per la seva teoria: la precessió anòmala del periheli de Mercuri, la flexió de la trajectòria de la llum en presencia d'un camp gravitatori i el desplaçament cap al vermell gravitacional.
La precessió del periheli de Mercuri ja era coneguda i els primers experiments que demostraven la flexió de la trajectòria de la llum segons les prediccions de la teoria de la relativitat es van efectuar el 1919. Experiments més precisos s'han repetit moltes vegades que confirmen aquest resultat. El 1925 científics van afirmar haver mesurat el desplaçament gravitatori de la llum al vermell però no es van poder fer experiments prou sensibles fins a l'any 1954. Un programa experimental amb aparells més acurats i precisos va començar el 1959 en el límit de camp gravitatori feble, el que va limitar les possible desviacions de la teoria.
A la dècada del 1970, els científics van començar a fer tests addicionals, com per exemple la mesura del retard relativista en el temps de viatge d'una senyal de radar a prop del Sol. A principis del 1974 Hulse i Taylor entre altres van estudiar el comportament de púlsars binaris on els camps gravitatoris eren molt més forts que els existents el Sistema Solar. Actualment, tant en el límit de camps febles com en el cas de camps forts, les prediccions de la teoria de la relativitat general han estat ben testejats.
El Febrer del 2016, l'equip de l'experiment Advanced LIGO va anunciar que havien detectat de forma directa les ones gravitacionals de la fusió de dos forats negres. Aquest descobriment, juntament amb les posteriors deteccions anunciades el Juny del 2016 i Juny del 2017

## Proves clàssiques
Albert Einstein va proposar el 1916 tres proves per la teoria de la relativitat general i que després s'han anomenat les "proves clàssiques" de la relativitat general:
1. la precessió del periheli de l'òrbita Mercuri
2. la flexió de la trajectòria de la llum a prop d'un objecte massiu com el Sol
3. el desplaçament cap al vermell gravitacional

En una carta al The Times (de Londres) el 28 de novembre de 1919, descrivia la teoria de la relativitat i agraïa els seus companys anglesos per la seva comprensió (cal pensar que tot just havia acabat la primera guerra mundial) i les comprovacions a nivell experimental de la seva teoria. Allà menciona les tres proves clàssiques i, a més de lloar a Newton, com a nota final diu:
"La atracció principal de la teoria rau en la seva exhaustivitat lògica. Si només una de les conclusions de la teoria fos errònia, caldria renunciar a ella perquè modificar-la sense destruir tota la estructura sembla ser impossible."

### Precessió del periheli de Mercuri

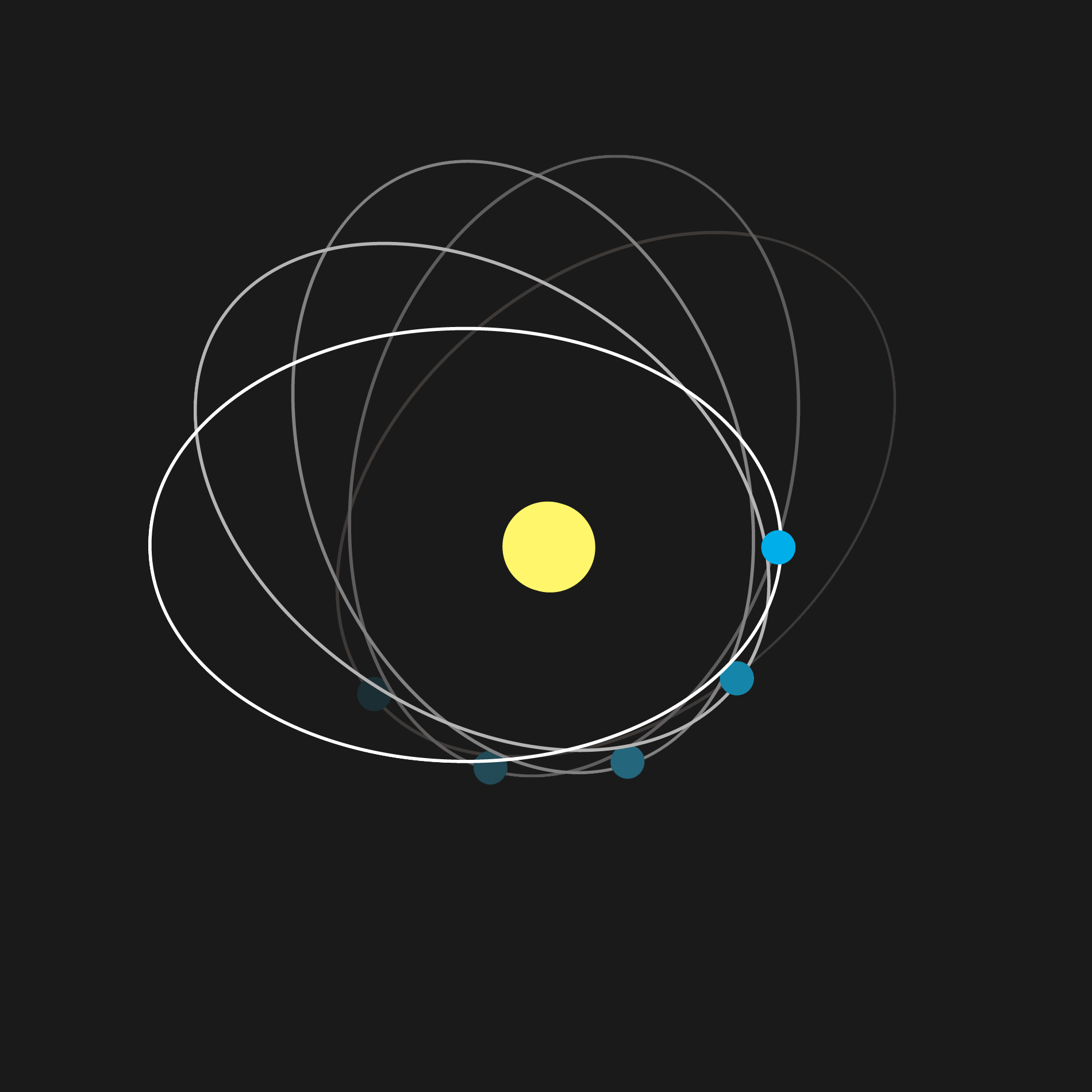
La precessió del periheli de Mercuri

Segons la física newtoniana, un sistema de dos cossos consistent en un sol cos que orbita una massa esfèrica traça una el·lipse i, on el centre de massa del sistema és en un dels seus focus. El punt de màxima aproximació o periapsi (o periheli en el cas que el cos central sigui el Sol) és fix. En realitat, aquest punt precessiona (rota) al voltant del Sol. Al sistema solar, la causa principal de la precessió és la presencia dels altres planetes que es pertorben les òrbites.
L'òrbita de Mercuri es desvia de la precessió que es deriva dels efectes newtonians. La desviació de la precessió del periheli de l'òrbita de Mercuri amb el càlcul segons la mecànica newtoniana va ser reconegut com un problema en la mecànica celeste per primer cop per Urbain Le Verrier el 1859. Le Verrier va tornar a analitzar les observacions dels transits de Mercuri sobre el Sol des de 1697 fins al 1848 i va veure que el ritme real de la precessió no concordava amb les prediccions de la teoria newtoniana per 38″ ( segons d'arc) per  segle tropical (Simon Newcomb va estimar després que eren 43″ el 1882). Es van proposar moltes explicacions ad hoc però aquestes tendien a introduir altres problemes.
Abans del desenvolupament de l'astronomia amb radar, les mesures es feien amb telescopis convencionals però a la segona meitat del segle xx es van poder obtindre mesures molt més acurades. La precessió total de Mercuri observada és: 574.10″±0.65 per segle relatiu al sistema (inercial) de referència celeste internacional. Segons la teoria newtoniana la precessió total hauria de ser 532.30″ per segle. La precessió restant s'explica dins de la relativitat general on la gravitació ve donada per la curvatura de l'espaitemps. Einstein va demostrar que la seva teoria de la relativitat explica de forma molt acurada el canvi en el periheli. Aquesta va ser un argument molt important per acceptar la teoria de la relativitat general.
Així doncs, les diverses contribucions a la precessió del periheli de Mercuri són:
| Unitat (segon d'arc/segle Julià) | Origen de la contribució                                            |
| -------------------------------- | ------------------------------------------------------------------- |
| 532.3035                         | Força de la gravetat d'altres cossos del sistema solar              |
| 0.0286                           | Aplanament del Sol                                                  |
| 42.9799                          | Efectes gravitoelectromagnètics un efecte de la relativitat general |
| −0.0020                          | Precessió Lense–Thirring (correcció relativista)                    |
| 575.31                           | Total predicció                                                     |
| 574.10±0.65                      | Observacció                                                         |

### Flexió de la trajectòria de la llum degut el camp gravitatori solar

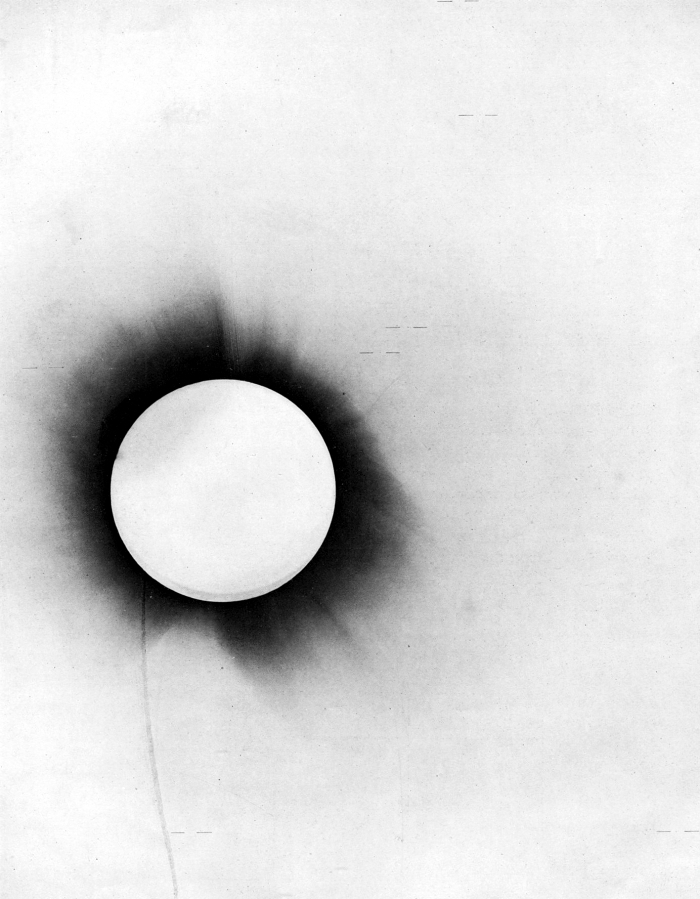
Una de les fotografies d'Arthur Eddington durant un eclipsi de Sol el 1919 i publicat el 1920 en un article per anunciar el seu èxit en demostrar la teoria de la relativitat.

Henry Cavendish el 1784 (en un manuscrit no publicat) i Johann Georg von Soldner el 1801 (publicat el 1804) van assenyalar que segons la teoria de la gravitació de Newton, la trajectòria de llum hauria de flexionar-se en la proximitat d'un objecte massiu. Basant-se només en el principi d'equivalència, el 1911, Einstein va calcular el mateix valor que Soldner. Més tard, quan treballava per a completar la seva teoria de la relativitat, Einstein es va adonar el 1915 que el seu resultat del 1911 (i per tant el de Soldner el 1801) era només parcialment correcte. Einstein va ser el primer a calcular el valor correcte per la flexió de la llum que se'ns apropa en travessar les proximitats del Sol: 1.75 arcsegon.
La primera observació de la flexió de la llum es va fer al observar el canvi de posició de estrelles al passar a prop del Sol. Aquestes observacions les va fer Arthur Eddington i els seus col·laboradors durant el eclipsi solar total del 29 de Maig de 1919 quan les estrelles a prop del Sol (en aquell moment en la constel·lació de Taurus. Es van fer observacions simultànies a les ciutats de Sobral al Brasil i a São Tomé i Príncipe a la costa oest d'Africa. El resultat es va considerar com una noticia espectacular i va arribar a la primera pàgina de la majoria dels diaris importants: va fer famosos mundialment a Einstein i a la seva teoria. Quan va ser preguntat pel seu assistent quina hauria estat la seva reacció si la teoria de la relativitat general no hagués estat confirmada per Eddington i Dayson el 1919, Einstein va fer una burleta que es faria famosa: "Aleshores em sabria greu el benvolgut Lord. La teoria és correcta en qualsevol cas.".

### Desplaçament gravitatori de la llum al vermell

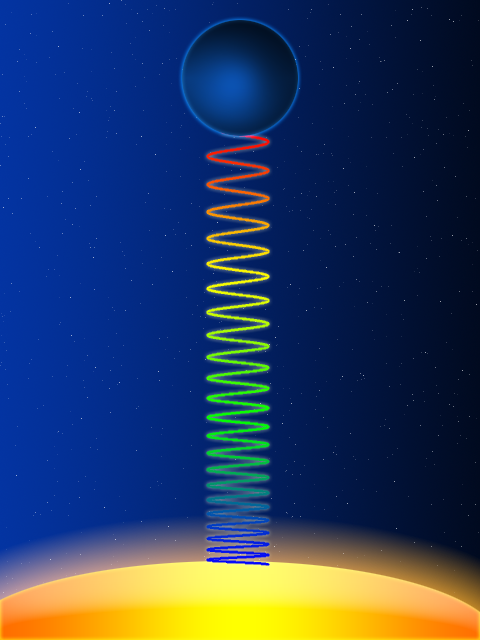
El desplaçament gravitatori de la llum al vermell al sortir d'un pou gravitacional d'una estrella groga.

Einstein va predir aquest efecte usant el principi d'equivalència el 1907. Es va predir que aquest efecte podria ser observat mesurant les línies espectrals d'una nana blanca, les quals tenen un camp gravitacional molt fort. Els primers intents de mesurar el desplaçament gravitatori de la llum al vermell de l'espectre de Sírius-B van ser a càrrec de Walter Sidney Adams el 1925 però el resultat va ser criticat degut a la contaminació per part de Sírius, l'estrella principal del sistema (i molt més brillant). La primera mesura precisa del esplaçament gravitatori d'una nana blanca la va fer Popper el 1954 al mesurar un desplaçament de 21 km/s a 40 Eridani B.
El desplaçament gravitatori de Sirius B va ser finalment mesurat per Greenstein i col·laboradors el 1971 al obtenir el valor de 89±19 km/s. Més tard el telescopi Hubble ha fet mesures més precises on es va obtenir el valor de 80.4±4.8 km/s.